# Le quattro perle
Le quattro perle (Whipsaw) è un film del 1935 diretto da Sam Wood.

## Trama

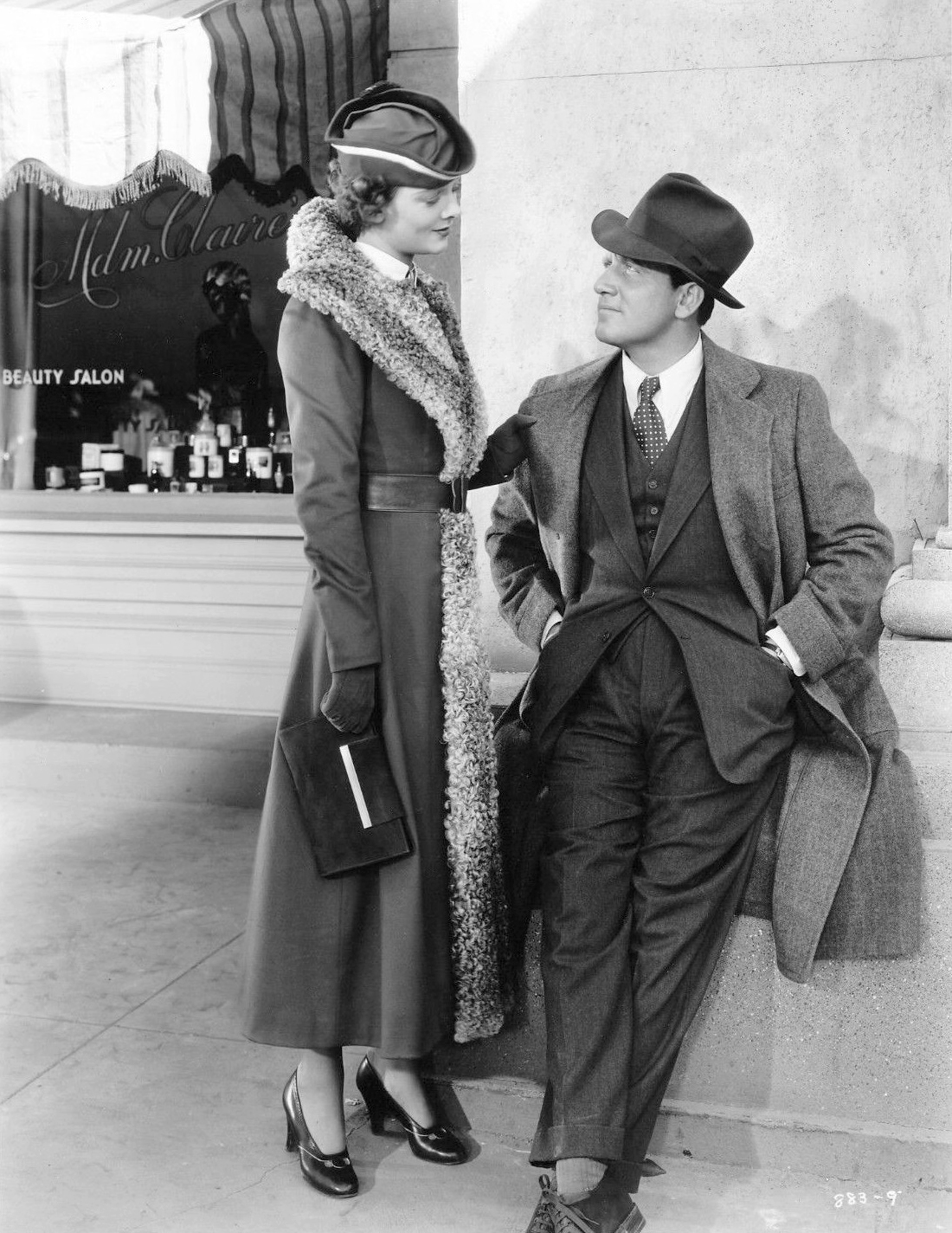
Myrna Loy e Spencer Tracy in una foto di scena

Due organizzazioni criminali sono egualmente interessate al furto di una serie di perle dall’eccezionale valore: quella capeggiata da “Doc” Evans e quella di Ed Dexter. Quest’ultimo la spunta, e, in più, segnala anonimamente alla polizia la banda rivale.
La polizia ricerca Ed Dexter, e rintraccia Vivian Palmer, un tempo sua complice in alcune azioni criminose, ma che non aveva avuto alcun ruolo nel furto delle perle, e le fa incontrare il detective Ross McBride, in incognito.
Vivian e Ross, che cerca di ottenere notizie su Ed Dexter, attraversano il paese, inseguiti dalla banda di Evans, e una notte ottengono rifugio presso il casolare isolato di Will Dabson, la cui moglie sta per dare alla luce due gemelli. Essi si dimostrano di grande aiuto nell’imminente parto.
La notte stessa, Ross sente Vivian comunicare al telefono ad Ed che intende, d’ora in avanti, colpita dall’umanità degli onesti coniugi Dabson, tirarsi fuori da ogni attività illegale. Appare inoltre che Ed aveva nascoste le perle in uno specchietto portatile di Vivian, a sua insaputa, e Ross confessa di essere un agente federale, cosa di cui Vivian era, peraltro, perfettamente a conoscenza. Lo specchietto, per caso, si rompe, e le perle ne fuoriescono: a Ross non resta che arrestare, a malincuore, poiché le si stava affezionando, Vivian, ammanettandola a lui per la notte, in attesa di condurla, la mattina dopo, nel più vicino carcere.
Dexter, Evans e i rispettivi complici, nel tentativo di recuperare il maltolto, dopo un inseguimento avventuroso, sorprendono Vivian e Ross dai Dabson. Vivian, a sorpresa, dichiara che Ross non è un poliziotto, come i malviventi sospettavano, ed è suo marito. Ross, che ha fatto in tempo a gettare dalla finestra l’involucro contenente le perle, afferma che il bottino è in mano ad alcuni suoi amici di Saint Louis. Tutti si recano in auto, quindi, verso St. Louis.
La comitiva fa tappa in un ristorante lungo la strada. Ross fa allontanare Vivian con un pretesto, per porla in salvo dalla presumibile imminente sparatoria, che infatti ha luogo quando egli dichiara in arresto gli altri uomini; per canto suo Vivian fa in tempo a sottrarre da un colpo mortale Ross, che rimane tuttavia ferito. Poliziotti di passaggio intervengono ed arrestano i malviventi.
Con un procedimento inusuale, la reclusa Vivian Palmer viene accompagnata da un agente al letto d’ospedale di Ross, dove il loro colloquio verrà registrato in quanto attinente all’istruttoria: Ross guida Vivian attraverso una serie di domande concernenti avvenimenti che, fossero suffragati da un testimone, la scagionerebbero. E poiché il G-man, stando alla legge, non può testimoniare a favore dell’imputata, Ross presenta seduta stante le proprie dimissioni.